# Zarażanie (ekonomia)
Zarażanie – zjawisko w mechanizmie transmisji koniunktur. Tym, co odróżnia je od tradycyjnej transmisji jest jednostronność mechanizmu polegająca na tym, że przedmiotem transferu jest wyłącznie załamanie, a nie obydwie fazy cyklu koniunkturalnego. Zarażanie dotyczy rynków, między którymi bezpośrednie powiązania ekonomiczne, np. za pośrednictwem wymiany handlowej, są stosunkowo słabe.